# Pomnik historii

Oficjalne logo pomników historii ustanowione w 2011 roku

Pomnik historii – jedna z form ochrony zabytków w Polsce, określonych w ustawie o ochronie zabytków i opiece nad zabytkami (art. 7). Status pomnika historii ustanawiany jest w drodze rozporządzenia przez Prezydenta Rzeczypospolitej Polskiej. Przyznawany jest zabytkom nieruchomym o szczególnej wartości historycznej, naukowej i artystycznej, utrwalonym w powszechnej świadomości i mającym duże znaczenie dla dziedzictwa kulturalnego Polski.
Lista pomników historii jest otwarta. Zawiera obiekty i obszary reprezentujące najwybitniejszą grupę zabytków, odzwierciedlającą bogactwo i różnorodność dziedzictwa kulturowego w Polsce. Należą do nich oprócz pojedynczych obiektów także zespoły staromiejskie, komponowane krajobrazy kulturowe, dzieła budownictwa obronnego, pola bitewne, kanały, zespoły budowlane czy zespoły klasztorne.

## Historia
Pojęcie prawne pomnika historii wprowadziła ustawa o ochronie dóbr kultury, uchwalona 15 lutego 1962 roku. 20 września 1994 roku pierwsze obiekty zostały uznane przez prezydenta Lecha Wałęsę za pomniki historii.
W 2016, z okazji zbliżającego się jubileuszu stulecia odzyskania niepodległości przez Polskę, w Ministerstwie Kultury i Dziedzictwa Narodowego zrodziła się inicjatywa poszerzenia listy pomników historii do stu obiektów. W ciągu dwóch lat Narodowy Instytut Dziedzictwa przygotował 46 kompletnych dokumentacji obiektów, które umożliwiły wpisanie ich na listę.
10 grudnia 2018 roku w Teatrze Narodowym w Warszawie odbyła się gala „100 Pomników Historii na 100-lecie odzyskania niepodległości”. Na gali, Prezydent Rzeczypospolitej Polskiej Andrzej Duda, wręczył rozporządzenia zarządcom 14 obiektów wpisanych tego dnia na listę pomników historii. Zarządcom wszystkich w tym momencie, 105 pomników historii, wręczone zostały symboliczne tablice upamiętniające jubileusz odrodzenia niepodległej Polski.

## Cel i znaczenie
Celem ustanowienia pomników historii jest wyróżnienie najcenniejszych, najważniejszych obiektów zabytkowych na terenie Polski. Zgodnie z obecnym stanem prawnym przyznanie statusu pomnika historii jest przede wszystkim wydarzeniem prestiżowym i stanowi jedyne odstępstwo od wynikającej z ustawy o ochronie zabytków i opiece nad zabytkami zasady równocenności zabytków. Nie zmienia ono jednak nic w sposobie zarządzania zasobami obiektów zabytkowych, nie nakłada ani nie zwalnia zarządców z żadnych obowiązków, nie ustanawia wzmożonego reżimu ochrony substancji zabytkowej, formalnie nie wiąże się z ułatwieniem otrzymania dofinansowania dla obiektu. Ustawa nie stawia także przed administracją konserwatorską żadnych nowych zadań i nie daje dodatkowych kompetencji, poza tymi które posiada w przypadku każdego innego zabytku nieruchomego.

## Procedura uznania za pomnik historii
Proces uznawania obiektu za pomnik historii reguluje obecnie art. 15 ust. 1 i 2 ustawy o ochronie zabytków i opiece nad zabytkami. Wniosek o uznanie zabytku za pomnik historii składa minister właściwy do spraw dziedzictwa narodowego (obecnie Minister Kultury i Dziedzictwa Narodowego), po uzyskaniu pozytywnej opinii Rady Ochrony Zabytków.
Zgodnie z obowiązującą procedurą, opracowaną przez Narodowy Instytut Dziedzictwa (NID), wniosek podpisany przez właściciela obiektu przesyłany jest do Generalnego Konserwatora Zabytków wraz z opinią wystawioną przez odpowiedniego wojewódzkiego konserwatora zabytków. Następnie wniosek jest kierowany do Narodowego Instytutu Dziedzictwa, gdzie określana jest zasadność propozycji. Po uzyskaniu opinii NID-u wniosek przedstawiany jest Radzie Ochrony Zabytków, a następnie Prezydentowi Rzeczypospolitej Polskiej. Rekomendacja Rady ma charakter obligatoryjny i wynika bezpośrednio z przepisów ustawy o ochronie zabytków i opiece nad zabytkami.
Procedura cofnięcia uznania za pomnik historii jest podobna – poprzez wydanie przez Prezydenta RP rozporządzenia (art. 15 ust. 3).

## Kryteria
Rada Ochrony Zabytków ustaliła warunki przyznawania tytułu. Głównymi kryteriami, które musi spełniać obiekt wyróżniony mianem pomnika historii są:
- zachowanie pierwotnej kompozycji przestrzennej lub jej nieznaczne przekształcenie;
- jednorodność stylowa lub zharmonizowana i czytelna mieszanina różnych stylów;
- należyte wyeksponowanie w przestrzeni miejskiej lub krajobrazie i zachowanie pierwotnych relacji z otoczeniem;
- obiekt musi być owocem pracy wybitnych twórców, np.: architektów, planistów, architektów krajobrazu, ogrodników;
- zadowalający stan techniczny lub stan pozwalający na rewaloryzację obiektu;
- obiekt jest przedmiotem troski konserwatorskiej.

## Krytyka
Obecny charakter wyróżnienia jest krytykowany przez badaczy polskiego dziedzictwa kulturowego i konserwatorów zabytków. W debacie publicznej, prowadzonej na temat nowelizacji ustawy o ochronie zabytków, proponowane jest przez nich wprowadzenie nowych rozwiązań dotyczących tej formy ochrony oraz określenie jasnych celów istnienia wyróżnienia. Postulaty dotyczą także zmian administracyjnych – reformy rejestru zabytków, wprowadzenia wymogu uchwalenia miejscowego planu zagospodarowania przestrzennego dla terenów wpisanych i postulowanych do wyróżnienia tytułem oraz finansowych – utworzenie odrębnej jednostki budżetowej odpowiedzialnej za finansowanie obiektów posiadających status pomnika historii.

## Lista pomników historii
| Miejscowość                                                                       | Obiekt | Województwo         | Data                      | Źródło        |
| --------------------------------------------------------------------------------- | --- | ------------------- | ------------------------- | ------------- |
| Białystok                                                                         | Zespół kościoła pod wezwaniem Chrystusa Króla i św. Rocha | podlaskie           | 17 stycznia 2019(dts)     | [ 13 ]        |
| Biskupin                                                                          | rezerwat archeologiczny Biskupin | kujawsko-pomorskie  | 16 września 1994(dts)     | [ 14 ]        |
| Bochnia                                                                           | kopalnia soli Bochnia | małopolskie         | 6 października 2000(dts)  | [ 15 ]        |
| Bóbrka                                                                            | Najstarsza kopalnia ropy naftowej | podkarpackie        | 16 stycznia 2019(dts)     | [ 16 ]        |
| Brzeg                                                                             | Zamek Piastów Śląskich z renesansową bramą i kaplicą zamkową pod wezwaniem św. Jadwigi – nekropolią Piastów | opolskie            | 16 stycznia 2019(dts)     | [ 17 ]        |
| Chełmno                                                                           | Stare Miasto | kujawsko-pomorskie  | 20 kwietnia 2005(dts)     | [ 18 ]        |
| Ciechocinek                                                                       | zespół tężni i warzelni soli wraz z parkami Tężniowym i Zdrojowym | kujawsko-pomorskie  | 8 grudnia 2017(dts)       | [ 19 ]        |
| Czerwińsk nad Wisłą                                                               | Klasztor kanoników regularnych w Czerwińsku nad Wisłą | mazowieckie         | 19 kwietnia 2021(dts)     | [ 20 ]        |
| Częstochowa                                                                       | Jasna Góra – zespół klasztoru oo. paulinów | śląskie             | 16 września 1994(dts)     | [ 21 ]        |
| Dobrzyca                                                                          | zespół pałacowo-parkowy | wielkopolskie       | 1 stycznia 2019(dts)      | [ 22 ]        |
| Duszniki-Zdrój                                                                    | młyn papierniczy | dolnośląskie        | 12 października 2011(dts) | [ 23 ]        |
| Frombork                                                                          | zespół katedralny | warmińsko-mazurskie | 16 września 1994(dts)     | [ 24 ]        |
| Gdańsk                                                                            | miasto w zasięgu obwarowań z XVII wieku | pomorskie           | 16 września 1994(dts)     | [ 25 ]        |
| Gdańsk                                                                            | Pole Bitwy na Westerplatte | pomorskie           | 1 września 2003(dts)      | [ 26 ]        |
| Gdańsk                                                                            | zespół pocystersko-katedralny | pomorskie           | 8 grudnia 2017(dts)       | [ 27 ]        |
| Gdańsk                                                                            | Twierdza Wisłoujście | pomorskie           | 26 maja 2018(dts)         | [ 28 ]        |
| Gdańsk                                                                            | Stocznia Gdańska, miejsce narodzin Solidarności | pomorskie           | 1 stycznia 2019(dts)      | [ 29 ]        |
| Gdynia                                                                            | historyczny układ urbanistyczny śródmieścia | pomorskie           | 17 marca 2015(dts)        | [ 30 ]        |
| Gliwice                                                                           | radiostacja | śląskie             | 29 marca 2017(dts)        | [ 31 ]        |
| Głogówko                                                                          | Zespół klasztorny Kongregacji Oratorium św. Filipa Neri | wielkopolskie       | 27 marca 2008(dts)        | [ 32 ]        |
| Gniezno                                                                           | Archikatedra pw. Wniebowzięcia Najświętszej Maryi Panny i św. Wojciecha | wielkopolskie       | 16 września 1994(dts)     | [ 33 ]        |
| Gościkowo                                                                         | pocysterski zespół klasztorny | lubuskie            | 7 grudnia 2017(dts)       | [ 34 ]        |
| Grudziądz                                                                         | zespół zabytkowych spichlerzy wraz z panoramą od strony Wisły | kujawsko-pomorskie  | 8 grudnia 2017(dts)       | [ 35 ]        |
| Grunwald                                                                          | pole bitwy pod Grunwaldem w 1410 roku | warmińsko-mazurskie | 4 października 2010(dts)  | [ 36 ]        |
| Jawor                                                                             | kościół ewangelicko-augsburski pod wezwaniem Ducha Świętego, zwany Kościołem Pokoju | dolnośląskie        | 30 marca 2017(dts)        | [ 37 ]        |
| Jabłeczna                                                                         | Monaster św. Onufrego w Jabłecznej | lubelskie           | 2 lutego 2023(dts)        | [ 38 ]        |
| Kalwaria Zebrzydowska                                                             | krajobrazowy zespół manierystycznego parku pielgrzymkowego | małopolskie         | 17 listopada 2000(dts)    | [ 39 ]        |
| Kamieniec Ząbkowicki                                                              | Zespół architektoniczno- krajobrazowy miasta składający się z Opactwa Cystersów oraz Pałacu | dolnośląskie        | 6 marca 2024(dts)         | [ 40 ]        |
| Kamień Pomorski                                                                   | zespół katedralny konkatedry św. Jana Chrzciciela | zachodniopomorskie  | 1 września 2005(dts)      | [ 41 ]        |
| Katowice                                                                          | osiedle robotnicze Nikiszowiec | śląskie             | 28 stycznia 2011(dts)     | [ 42 ]        |
| Katowice                                                                          | Gmach Województwa i Sejmu Śląskiego oraz zespół katedralny | śląskie             | 13 stycznia 2012(dts)     | [ 43 ] [ 44 ] |
| Kazimierz Dolny                                                                   | teren miasta w granicach ochrony konserwatorskiej | lubelskie           | 16 września 1994(dts)     | [ 45 ]        |
| Kielce                                                                            | dawny pałac biskupów i katedra | świętokrzyskie      | 8 grudnia 2017(dts)       | [ 46 ]        |
| Klępsk                                                                            | kościół pod wezwaniem Nawiedzenia Najświętszej Maryi Panny | lubuskie            | 1 kwietnia 2017(dts)      | [ 47 ]        |
| Kołbacz                                                                           | założenie dawnego klasztoru cystersów, późniejszej letniej rezydencji książąt pomorskich i domeny państwowej | zachodniopomorskie  | 21 lipca 2014(dts)        | [ 48 ]        |
| Koszuty                                                                           | zespół dworsko-parkowy | wielkopolskie       | 24 maja 2018(dts)         | [ 49 ]        |
| Kozłówka                                                                          | zespół pałacowo-parkowy | lubelskie           | 16 maja 2007(dts)         | [ 50 ]        |
| Kórnik                                                                            | zespół zamkowo-parkowy wraz z kościołem parafialnym – nekropolią właścicieli | wielkopolskie       | 11 lipca 2011(dts)        | [ 51 ]        |
| Kraków                                                                            | historyczny zespół miasta | małopolskie         | 16 września 1994(dts)     | [ 52 ]        |
| Kraków                                                                            | Kopiec Kościuszki z otoczeniem | małopolskie         | 8 grudnia 2017(dts)       | [ 53 ]        |
| Kraków                                                                            | Nowa Huta | małopolskie         | 2 lutego 2023(dts)        | [ 54 ]        |
| Kraków                                                                            | zespół opactwa benedyktynów | małopolskie         | 30 marca 2017(dts)        | [ 55 ]        |
| Kraków                                                                            | zespół opactwa cystersów | małopolskie         | 13 września 2023(dts)     | [ 56 ]        |
| Krasiczyn                                                                         | zespół zamkowo-parkowy | podkarpackie        | 24 maja 2018(dts)         | [ 57 ]        |
| Krzeszów                                                                          | zespół dawnego opactwa cystersów | dolnośląskie        | 1 maja 2004(dts)          | [ 58 ]        |
| Kwidzyn                                                                           | zespół katedralno-zamkowy | pomorskie           | 18 maja 2018(dts)         | [ 59 ]        |
| Ląd                                                                               | zespół dawnego opactwa cysterskiego | wielkopolskie       | 1 lipca 2009(dts)         | [ 60 ]        |
| Lednogóra                                                                         | wyspa Ostrów Lednicki na Jeziorze Lednickim | wielkopolskie       | 16 września 1994(dts)     | [ 61 ]        |
| Legnickie Pole                                                                    | pobenedyktyński zespół klasztorny | dolnośląskie        | 1 maja 2004(dts)          | [ 62 ]        |
| Leżajsk                                                                           | zespół klasztorny oo. bernardynów | podkarpackie        | 20 kwietnia 2005(dts)     | [ 63 ]        |
| Lidzbark Warmiński                                                                | zamek biskupów warmińskich | warmińsko-mazurskie | 19 maja 2018(dts)         | [ 64 ]        |
| Lubiń                                                                             | zespół opactwa benedyktynów | wielkopolskie       | 16 grudnia 2009(dts)      | [ 65 ]        |
| Lublin                                                                            | historyczny zespół architektoniczno-urbanistyczny | lubelskie           | 16 maja 2007(dts)         | [ 66 ]        |
| Lubostroń                                                                         | Lubostroń – zespół pałacowo-parkowy | kujawsko-pomorskie  | 21 listopada 2023(dts)    | [ 67 ]        |
| Łańcut                                                                            | zespół zamkowo-parkowy | podkarpackie        | 1 września 2005(dts)      | [ 68 ]        |
| Łęknica                                                                           | Park Mużakowski, park w stylu krajobrazowym | lubuskie            | 1 maja 2004(dts)          | [ 69 ]        |
| Łowicz                                                                            | Bazylika Katedralna (dawna Kolegiata Prymasowska) pod wezwaniem Wniebowzięcia Najświętszej Marii Panny | łódzkie             | 13 listopada 2012(dts)    | [ 70 ]        |
| Łódź                                                                              | wielokulturowy krajobraz miasta przemysłowego | łódzkie             | 7 marca 2015(dts)         | [ 71 ]        |
| Malbork                                                                           | zespół zamku krzyżackiego | pomorskie           | 16 września 1994(dts)     | [ 72 ]        |
| Małujowice                                                                        | Małujowice – kościół parafialny pod wezwaniem św. Jakuba Apostoła | opolskie            | 23 listopada 2022(dts)    | [ 73 ]        |
| Międzyrzecz                                                                       | Zamek w Międzyrzeczu | lubuskie            | 19 listopada 2024(dts)    | [ 74 ]        |
| Nowa Słupia                                                                       | Święty Krzyż – pobenedyktyński zespół klasztorny oraz przedchrześcijańskie obwałowania kamienne na Łysej Górze | świętokrzyskie      | 29 marca 2017(dts)        | [ 75 ]        |
| Nowy Wiśnicz                                                                      | zespół architektoniczno-krajobrazowy | małopolskie         | 13 maja 2020(dts)         | [ 76 ]        |
| Nysa                                                                              | zespół kościoła farnego pod wezwaniem św. Jakuba Starszego Apostoła i św. Agnieszki Dziewicy i Męczennicy | opolskie            | 28 lutego 2011(dts)       | [ 77 ]        |
| Oblęgorek                                                                         | Pałacyk Henryka Sienkiewicza wraz z zabytkowym parkiem i aleją lipową | świętokrzyskie      | 16 stycznia 2019(dts)     | [ 78 ]        |
| Olesno                                                                            | kościół odpustowy pod wezwaniem św. Anny | opolskie            | 28 grudnia 2018(dts)      | [ 79 ]        |
| Olsztyn                                                                           | zamek kapituły warmińskiej | warmińsko-mazurskie | 8 września 2023(dts)      | [ 80 ]        |
| Opatów                                                                            | Kolegiata św. Marcina w Opatowie | świętokrzyskie      | 2 lutego 2023(dts)        | [ 81 ]        |
| Orawka                                                                            | kościół pod wezwaniem św. Jana Chrzciciela | małopolskie         | 8 kwietnia 2021(dts)      | [ 82 ]        |
| Ozimek                                                                            | żelazny łańcuchowy most wiszący na rzece Mała Panew | opolskie            | 30 marca 2017(dts)        | [ 83 ]        |
| Paczków                                                                           | zespół staromiejski ze średniowiecznym systemem fortyfikacji | opolskie            | 13 listopada 2012(dts)    | [ 84 ]        |
| Pelplin                                                                           | zespół pocystersko-katedralny | pomorskie           | 15 maja 2014(dts)         | [ 85 ]        |
| Płock                                                                             | Wzgórze Tumskie | mazowieckie         | 25 maja 2018(dts)         | [ 86 ]        |
| Poznań                                                                            | historyczny zespół miasta z Ostrowem Tumskim, Zagórzem, Chwaliszewem i lewobrzeżnym Starym Miastem lokacyjnym ze średniowiecznymi osadami podmiejskimi oraz założeniem urbanistyczno-architektonicznym projektu Josefa Stübbena z początku XX w., a także Fortem Winiary, obecnie Parkiem Cytadela | wielkopolskie       | 28 listopada 2008(dts)    | [ 87 ]        |
| Przemyśl                                                                          | zespół staromiejski | podkarpackie        | 28 grudnia 2018(dts)      | [ 88 ]        |
| Pszczyna                                                                          | Zespół zamkowo-parkowy | śląskie             | 18 kwietnia 2021(dts)     | [ 89 ]        |
| Puławy                                                                            | Pałac Czartoryskich w Puławach | lubelskie           | 31 maja 2021(dts)         | [ 90 ]        |
| Pułtusk                                                                           | kolegiata pod wezwaniem Zwiastowania Najświętszej Maryi Panny | mazowieckie         | 30 grudnia 2018(dts)      | [ 91 ]        |
| Racławice                                                                         | teren historycznej Bitwy Racławickiej | małopolskie         | 1 maja 2004(dts)          | [ 92 ]        |
| Radom                                                                             | zespół klasztorny Bernardynów | mazowieckie         | 15 marca 2022(dts)        | [ 93 ]        |
| Radruż                                                                            | zespół cerkiewny | podkarpackie        | 7 grudnia 2017(dts)       | [ 94 ]        |
| Rokitno                                                                           | sanktuarium Matki Bożej Rokitniańskiej | lubuskie            | 20 listopada 2024(dts)    | [ 95 ]        |
| Rydzyna                                                                           | założenie rezydencjonalno-urbanistyczne | wielkopolskie       | 29 marca 2017(dts)        | [ 96 ]        |
| Rytwiany                                                                          | pokamedulski zespół klasztorny Pustelnia Złotego Lasu | świętokrzyskie      | 28 grudnia 2018(dts)      | [ 97 ]        |
| Rogalin                                                                           | zespół pałacowy z ogrodem i parkiem | wielkopolskie       | 18 maja 2018(dts)         | [ 98 ]        |
| Sandomierz                                                                        | historyczny zespół architektoniczno-krajobrazowy | świętokrzyskie      | 8 grudnia 2017(dts)       | [ 99 ]        |
| Srebrna Góra                                                                      | Twierdza Srebrnogórska, nowożytna warownia górska z XVIII wieku | dolnośląskie        | 1 maja 2004(dts)          | [ 100 ]       |
| Staniątki                                                                         | opactwo św. Wojciecha Mniszek Benedyktynek | małopolskie         | 13 maja 2020(dts)         | [ 101 ]       |
| Stargard                                                                          | zespół kościoła pod wezwaniem Najświętszej Marii Panny Królowej Świata oraz średniowieczne mury obronne miasta | zachodniopomorskie  | 4 października 2010(dts)  | [ 102 ]       |
| Stary Sącz                                                                        | zespół staromiejski wraz z klasztorem Sióstr Klarysek | małopolskie         | 28 grudnia 2018(dts)      | [ 103 ]       |
| Stoczek Klasztorny                                                                | sanktuarium maryjne z bazyliką Nawiedzenia Najświętszej Maryi Panny. | wamińsko-mazurskie  | 19 grudnia 2022(dts)      | [ 104 ]       |
| Strzegom                                                                          | kościół pod wezwaniem św. św. Apostołów Piotra i Pawła | dolnośląskie        | 22 października 2012(dts) | [ 105 ]       |
| Strzelno                                                                          | zespół dawnego klasztoru Norbertanek | kujawsko-pomorskie  | 24 maja 2018(dts)         | [ 106 ]       |
| Sudół                                                                             | Krzemionki – kopalnie krzemienia z okresu neolitu | świętokrzyskie      | 16 września 1994(dts)     | [ 107 ]       |
| Sulejów                                                                           | zespół opactwa cystersów | łódzkie             | 22 października 2012(dts) | [ 108 ]       |
| Sulejówek                                                                         | Muzeum Józefa Piłsudskiego w Sulejówku | mazowieckie         | 13 sierpnia 2020(dts)     | [ 109 ]       |
| Supraśl                                                                           | Monaster Zwiastowania Przenajświętszej Bogurodzicy i św. Jana Teologa w Supraślu | podlaskie           | 2 lutego 2023(dts)        | [ 110 ]       |
| Szalowa                                                                           | kościół parafialny św. Michała Archanioła | małopolskie         | 6 grudnia 2017(dts)       | [ 111 ]       |
| Świdnica                                                                          | katedra pod wezwaniem św. Stanisława Biskupa i Męczennika i św. Wacława Męczennika | dolnośląskie        | 29 marca 2017(dts)        | [ 112 ]       |
| Świdnica                                                                          | zespół kościoła ewangelicko-augsburskiego pod wezwaniem Świętej Trójcy, zwany Kościołem Pokoju | dolnośląskie        | 30 marca 2017(dts)        | [ 113 ]       |
| Święta Lipka                                                                      | sanktuarium pielgrzymkowe | warmińsko-mazurskie | 23 maja 2018(dts)         | [ 114 ]       |
| Tarnowskie Góry                                                                   | podziemia Zabytkowej Kopalni Srebra oraz Sztolni Czarnego Pstrąga | śląskie             | 1 maja 2004(dts)          | [ 115 ]       |
| Toruń                                                                             | zespół staromiejski (Stare Miasto, Nowe Miasto, ruiny zamku krzyżackiego) | kujawsko-pomorskie  | 16 września 1994(dts)     | [ 116 ]       |
| Trzebiechów                                                                       | zespół dawnego sanatorium | lubuskie            | 7 sierpnia 2025(dts)      | [ 117 ]       |
| Trzebnica                                                                         | zespół dawnego opactwa cysterek | dolnośląskie        | 22 lipca 2014(dts)        | [ 118 ]       |
| Tum                                                                               | zespół archikolegiaty pod wezwaniem Najświętszej Maryi Panny i św. Aleksego | łódzkie             | 12 kwietnia 2022(dts)     | [ 119 ]       |
| Tykocin                                                                           | historyczny zespół miasta | podlaskie           | 19 kwietnia 2021(dts)     | [ 120 ]       |
| Ujazd                                                                             | ruiny zamku Krzyżtopór | świętokrzyskie      | 19 maja 2018(dts)         | [ 121 ]       |
| Wałbrzych                                                                         | zespół zamkowo-parkowy Zamek Książ | dolnośląskie        | 8 sierpnia 2025(dts)      | [ 122 ]       |
| Warszawa                                                                          | Gmach Ministerstwa Wyznań Religijnych i Oświecenia Publicznego w Warszawie | mazowieckie         | 29 czerwca 2022(dts)      | [ 123 ]       |
| Warszawa                                                                          | historyczny zespół miasta z Traktem Królewskim i Wilanowem | mazowieckie         | 16 września 1994(dts)     | [ 124 ]       |
| Warszawa                                                                          | Zespół Stacji Filtrów Williama Lindleya | mazowieckie         | 18 stycznia 2012(dts)     | [ 125 ]       |
| Warszawa                                                                          | zespół sześciu zabytkowych cmentarzy wyznaniowych na Powązkach | mazowieckie         | 21 lipca 2014(dts)        | [ 126 ]       |
| Wąchock                                                                           | zespół opactwa cystersów | świętokrzyskie      | 30 marca 2017(dts)        | [ 127 ]       |
| Wieliczka                                                                         | kopalnia soli | małopolskie         | 16 września 1994(dts)     | [ 128 ]       |
| Wiślica                                                                           | zespół kolegiaty pod wezwaniem Narodzenia Najświętszej Maryi Panny wraz z reliktami kościoła pod wezwaniem św. Mikołaja oraz grodzisko | świętokrzyskie      | 28 grudnia 2018(dts)      | [ 129 ]       |
| Włocławek                                                                         | katedra pod wezwaniem Wniebowzięcia Najświętszej Maryi Panny | kujawsko-pomorskie  | 28 grudnia 2018(dts)      | [ 130 ]       |
| Wrocław                                                                           | zespół historycznego centrum | dolnośląskie        | 16 września 1994(dts)     | [ 131 ]       |
| Wrocław                                                                           | Hala Stulecia wraz z zespołem architektonicznym obejmującym Pawilon Czterech Kopuł, Pergolę i Iglicę | dolnośląskie        | 20 kwietnia 2005(dts)     | [ 132 ]       |
| Wygoda                                                                            | stadnina koni | lubelskie           | 6 grudnia 2017(dts)       | [ 133 ]       |
| Zabrze                                                                            | Zespół zabytkowych kopalni węgla kamiennego – Sztolnia Królowa Luiza, Kopalnia Guido, Główna Kluczowa Sztolnia Dziedziczna | śląskie             | 14 lipca 2020(dts)        | [ 134 ]       |
| Zamość                                                                            | historyczny zespół miasta w zasięgu obwarowań z XIX wieku | lubelskie           | 16 września 1994(dts)     | [ 135 ]       |
| Ziębice                                                                           | Bazylika św. Jerzego Męczennika i Sanktuarium Męki Pańskiej w Ziębicach | dolnośląskie        | 19 lutego 2024(dts)       | [ 136 ]       |
| Żagań                                                                             | Poaugustiański zespół klasztorny w Żaganiu z kościołem Wniebowzięcia NMP | lubuskie            | 11 marca 2011(dts)        | [ 137 ]       |
| Żórawina                                                                          | kościół pod wezwaniem Trójcy Świętej | dolnośląskie        | 21 marca 2024(dts)        | [ 138 ]       |
| Żyrardów                                                                          | XIX-wieczna Osada Fabryczna | mazowieckie         | 17 stycznia 2012(dts)     | [ 139 ]       |
| Wpisy obejmujące obiekty znajdujące się na terenie więcej niż jednej miejscowości | |                     |                           |               |
| –                                                                                 | Bohoniki i Kruszyniany – meczety i mizary | podlaskie           | 20 listopada 2012(dts)    | [ 140 ]       |
| –                                                                                 | Kanał Augustowski | podlaskie           | 16 maja 2007(dts)         | [ 141 ]       |
| –                                                                                 | Kanał Elbląski | warmińsko-mazurskie | 28 stycznia 2011(dts)     | [ 142 ]       |
| –                                                                                 | Komponowany krajobraz kulturowo-przyrodniczy Góry Świętej Anny | opolskie            | 1 maja 2004(dts)          | [ 143 ]       |
| –                                                                                 | Pałace i parki krajobrazowe Kotliny Jeleniogórskiej | dolnośląskie        | 20 września 2011(dts)     | [ 144 ]       |
| –                                                                                 | Twierdza Przemyśl | podkarpackie        | 29 stycznia 2019(dts)     | [ 145 ]       |
| –                                                                                 | zespół pałacowo-ogrodowy i ogród sentymentalno-romantyczny w Nieborowie | łódzkie             | 8 grudnia 2017(dts)       | [ 146 ]       |

## Logo
W celu wyróżnienia pomnika historii jako marki i ułatwienia działań promocyjnych, w 2011 roku Narodowy Instytut Dziedzictwa opracował logo, które po akceptacji przez Ministra Kultury i Dziedzictwa Narodowego zostało przekazane opiekunom pomników historii. Logiem pomników historii jest godło z motywem gotyckiego łuku, dostępne jest ono w kilku wersjach kolorystycznych. Szczegółowe informacje dotyczące warunków korzystania z logo, jak również wzór tablic, służących do oznakowania obiektów uznanych za pomnik historii udostępnione są na stronie internetowej NID.